# Хроники Монтесиноса
«Хроники Монтесиноса» или «Древние исторические и политические памятные сведения о Перу», или «Исторические памятные сведения» (исп. Las Memorias Antiguas historiales y políticas de Pirú) — общее название сочинений, написанных в 1640-х годах Фернандо де Монтесиносом. Сочинения разделяются на две части: «Древние и новые воспоминания…» (книги 1, 2 и 3) и «Летописи Перу». Безымянный мунускрипт неизвестного андского автора, которым пользовался Монтесинос для написания книги 2 из «Древних и новых воспоминаний…», известен как «Рукопись Кито».

## Рукописи
Сочинения известны в трёх авторских редакциях: «Мадридская рукопись» (Manuscrito de Madrid) (1642), «Университетская рукопись» (Manuscrito Universitario) (1644) и «Рукопись Мерсед» (Manuscrito Merced) (после 1644). Рукописи различаются составом сочинений.
- Старейшая «Мадридская рукопись» озаглавлена «Древние и новые воспоминания Перу…». Содержит книгу 1 «Летописей Перу» и книгу 3 «Древних и новых воспоминаний…»:

Fernando Montesinos. Memorías antiguas i nuebas del Pirú : Libro 1° de los annales del Pirú // [Memorías antiguas y nuebas del Pirú] : [manuscrito]. — 1642. — 273 (faltan Ios 68 primeros) h. — Ориг. на исп. яз. Назв. на рус. яз.: [Древние и новые воспоминания Перу : 1-я книга летописей Перу // [Древние и новые воспоминания Перу]]. Место хранения: Национальная библиотека Испании. Mss/3124.
Fernando Montesinos. Libro 3° de las memorías antiguas y nuebas del Pirú… // [Memorías antiguas i nuebas del Pirú] : [manuscrito]. — 1642. — 273 (faltan Ios 68 primeros) h. — Ориг. на исп. яз. Назв. на рус. яз.: [3-я книга древних и новых воспоминаний Перу // [Древние и новые воспоминания Перу]]. Место хранения: Национальная библиотека Испании. Mss/3124.
- «Университетская рукопись» озаглавлена «Офир Испании». Она содержит книги 1, 2 и 3 «Древних и новых воспоминаний Перу…»:

Fernando Montesinos. Libro 1° de las memoas antiguas historiales y políticas del Pirú // Ophir de España : memorias historales i políticas del Pirú : [manuscrito]. — 1644. — 217 h. — Ориг. на исп. яз. Назв. на рус. яз.: [1-я книга древних исторических и политических воспоминаний Перу // Офир Испании : Исторические и политические воспоминания Перу]. Место хранения: Библиотека Севильского университета. S.l. AA 332/035.
Fernando Montesinos. Libro 2° de las memorias antiguas istoriales i políticas del Pirú // Ophir de España : memorias historales i políticas del Pirú : [manuscrito]. — 1644. — 217 h. — Ориг. на исп. яз. Назв. на рус. яз.: [2-я книга древних исторических и политических воспоминаний Перу // Офир Испании : Исторические и политические воспоминания Перу]. Место хранения: Библиотека Севильского университета. S.l. AA 332/035.
Fernando Montesinos. Libro 3° de las memorias antiguas historiales y políticas del Pirú // Ophir de España : memorias historales i políticas del Pirú : [manuscrito]. — 1644. — 217 h. — Ориг. на исп. яз. Назв. на рус. яз.: [3-я книга древних исторических и политических воспоминаний Перу // Офир Испании : Исторические и политические воспоминания Перу]. Место хранения: Библиотека Севильского университета. S.l. AA 332/035.
- «Рукопись Мерсед» была обнаружена в монастыре города Севилья. К 1786 году с неё были сделаны две копии[* 3] «Древних и новых воспоминаний…» (книги 1 и 2) и «Летописей Перу» (книга 1, отличающаяся по полноте от рукописи 1642 года[* 4]). Впоследствии оригинал рукописи пропал[1]. Одна копия хранится в Нью-Йоркской публичной библиотеке[1]. Другая копия, хранившаяся в Королевской исторической академии и также исчезнувшая, содержала[8]:

Fernando Montesinos. Libro primero de las memorias antiguas historiales del Perú // Montesinos : Memorias antiguas y anales del Perú : [manuscrito]. — Ориг. на исп. яз. Назв. на рус. яз.: [1-я книга древних исторических воспоминаний Перу // Монтесинос : Древние воспоминания и летописи Перу]. Место хранения: Королевская историческая академия. Sala 12, en el estante 23, grada 7 y la signatura A. 155.
Fernando Montesinos. Libro segundo de las mismas en cinco cuadernillos // Montesinos : Memorias antiguas y anales del Perú : [manuscrito]. — Ориг. на исп. яз. Назв. на рус. яз.: [2-я книга того же из пяти брошюр // Монтесинос : Древние воспоминания и летописи Перу]. Место хранения: Королевская историческая академия. Sala 12, en el estante 23, grada 7 y la signatura A. 155.
Fernando Montesinos. Libro primero de los anales del Perú // Montesinos : Memorias antiguas y anales del Perú : [manuscrito]. — 160 h. — Ориг. на исп. яз. Назв. на рус. яз.: [1-я книга летописей Перу // Монтесинос : Древние воспоминания и летописи Перу]. Место хранения: Королевская историческая академия. Sala 12, en el estante 23, grada 7 y la signatura A. 155. Estos anales están incompletos.

## «Древние и новые воспоминания…»
«Древние и новые воспоминания…» не пользуется особым доверием исследователей. Найдены они были монахом Хосе де Сан Антонио, отправившего, осуществив их корректировку и скопировав, его в 1786 году министру Хосе Гальвесу (el Ministro Galvez), что примечательно Гальвесу король поручил изгнать иезуитов из Нового света. Первым же известием об этом произведении было издание его на французском языке в 1840 году монсеньором Ternaux Campans, являвшегося ничем иным как переводом книги 2 «Древних и новых воспоминаний…» Монтесиноса, обнаруженных доном Хуаном Баутисто Муньосом в Библиотеке монастыря Сан Хосе де Мерседариос, Севилья.
Известный популяризатор культур доколумбовой Америки Милослав Стингл писал о Монтесиносе, что «за свои довольно необычные сообщения он даже заслужил прозвище перуанского барона Мюнхгаузена». Не очень почтительно отзывается о нём и Ю. Е. Берёзкин: «хроника при фантастичности исторических данных небезынтересна для этнографа».

### Характеристика и анализ
Немало эпизодов «Древних и новых воспоминаний…» совпадают с сообщениями Педро Сьесы де Леона, Хосефа Акосты, Инки Гарсиласо де ла Вега, авторов, в добросовестности передачи которыми индейской традиции никто не сомневается. Сам Монтесинос неоднократно и с охотой называет в качестве источников своей информации амаута (индейских мудрецов), «древние индейские поэмы», а также известных и весьма основательных писателей раннеколониального периода, таких как Поло де Ондегардо и Хуан де Бетансос. Поэтому, нет серьёзных оснований считать приводимые Ф. Монтесиносом сведения его собственным вымыслом.
Это касается и самого спорного пункта «Древних и новых воспоминаний…» — хронологической схемы, в соответствии с которой инкским повелителям из Куско якобы предшествовали девяносто царей Пиру с общей продолжительностью правления 2253 года.
Во-первых, такое построение скорее всего не является собственным изобретением Монтесиноса, а восходит к некой упоминаемой им рукописной «Истории» неназванного автора. Кажется, именно о ней Монтесинос пишет в первой книге «Древних и новых воспоминаний…»: «Мне же следует упомянуть другое сообщение о древности этого имени Перу, которое я нашёл в одной рукописной книге; я купил её на распродаже в городе Лиме и храню её с уважением и заботой. Она толкует о Пиру и его императорах, и сообщает по поводу Кито занимательные вещи о его делах; и я удостоверился, что её составил один словоохотливейший человек из этого города, очень давний в нём и имевший устные сведения, которые ему дал святой епископ дон Ф. Луис Лопес, и опрос, который тот же господин епископ сделал индейцам». Сабина Хайленд отмечает в тексте второй книги Монтесиноса орфографические особенности, свойственные индейцам кечуа, писавшим по-испански. Возможно, Монтесинос (а скорее — писец по его указанию), в некоторых местах просто копировал оригинал автора-индейца.
Во-вторых, анализ самого царского списка Монтесиноса позволяет предположить, что в нём в последовательную цепочку объединены по крайней мере несколько списков более или менее одновременных правителей. Так, Юха Хилтунен выделяет в монтесиновском списке четыре «династии»: Пирва (цари с 1 по 17), Амаута (с 18 по 62) и две династии царей Тампутоко (с 63 по 77 и с 78 по 90). По его мнению: «Это может указывать на три разных этноисторических источника и упоминаемых группы. В одном из вероятных вариантов две из этих династий возможно были современниками». Впрочем, список может быть расчленён и на большее количество частей. Например, в главе 8 второй книги сообщается, что при седьмом и восьмом «царях Пиру» Куско пришёл в упадок, и его жители «жили в большой неразберихе и возвратились в первородное состояние», что, скорее всего, означает падение государства. В таком случае «династия Пирва» делится на две: с 1 по 7 царей и с 8 по 17.
Причина «вытягивания» во времени списка правителей Перу в сочинении Монтесиноса вполне объяснима. Одной из главнейших проблем колониальных историков XVI—XVII веков было определение места доколумбовых государств в общей схеме мировой истории, чьей основой была библия. В частности, необходимо было согласовать с библейской традицией перуанское предание о «всемирном потопе». Однако, как пишет по этому поводу сам Монтесинос: «Амаута говорят, что на втором году правления Манко Капака [почти] завершилось четвёртое Солнце от Сотворения, что чуть меньше четырёх тысяч лет, и 2900 — столько после всеобщего потопа». Принимая традиционную генеалогию, согласно которой Вайна Капак, умерший в 1525 году, принадлежал к одиннадцатому поколению после Манко Капака, последний родился около 1125 года и воцарился около 1150. Следовательно, перуанский потоп нужно было бы отнести ко времени около 1750 г. до н. э. Но это значительно (на 1200 лет) позже, чем признавала католическая доктрина XVI—XVII веков.
Существовало два пути, чтобы преодолеть противоречие между индейской и библейской традициями. Можно было устанавливать для инков баснословные продолжительности жизни и правлений, как это делает, например, Фелипе Ваман Пома де Айяла, отводящий двенадцати инкам от Манко Капака до Вайна Капака интервал примерно в 1550 лет (и тогда Рождество Христово приходится на правление Манко Капака). А можно было поместить между Манко Капаком и историческими инками вереницу правителей, известных из генеалогических списков, вследствие чего оказалось, что второй год Манко Капака, «считая год за годом, … был приблизительно первый год от рождества Христова, Господа нашего. Этот царь Манко в то время имел наибольшее могущество, как никогда в Перуанском царстве ранее этого времени. Согласно счёту этих перуанцев не хватало сорока трёх лет до полного завершения четырёх Солнц, и я обнаружил не без удивления, что согласно счёту семидесяти переводчиков и тому, которому следует Римская Церковь, которая говорит, что Божественное Слово родилось из утробы Девы в 2950 году после потопа». Удивление Монтесиноса было безосновательным: автор использованной им хронологической схемы намеренно синхронизировал Манко Капака и Иисуса и согласовал время перуанского и библейского потопов. Кроме того, эта схема позволяла решить ещё одну продиктованную идеологическими установками колониальной историографии задачу, на которую обращает внимание американская исследовательница Моника Барнс: «Все факты … должны были быть подчинены идее, что Инкская Империя охватывает время от предшествующего рождению Иоанна Крестителя до испанского прихода в Анды… Это позволило бы дохристианским инкам составить временную и историческую параллель дохристианским римским императорам, равно как христианским Священным Римским императорам».
В любом случае, в основе «максимальной капаккуны» (царского списка), приведённой у Монтесиноса, лежат всё-таки оригинальные индейские предания, пусть и существенно переработанные. Юха Хилтунен отмечает: «Монтесинос не был романтическим фальсификатором или откровенным лжецом… Он не выдумал доинкские династии, однако во многом переработал их». В рассказе об идоле из Ванкаррамы Монтесинос описывает свой метод работы с источниками: он знает, что традиция связывает эту историю с первым инкой Манко Капаком, но, так как по его воззрениям Манко Капак был не первым инкой, а первым «царём Перу», а первым инкой — Инка Рока, то он совершенно самовольно связывает всю историю с Инкой Рока и придумывает его поход в Ванкарраму. Вопрос в том, насколько глубокой оказалась переработка Монтесиноса и в других случаях, и насколько возможно восстановить после неё первичную информацию.
Соотнесение монтесиносовских «царей Пиру» с теми или иными географическими областями и археологическими памятниками с достаточно давнего времени соблазняло историков. Первый переводчик Монтесиноса на английский язык Ф. Минс предположил, что речь идёт о правителях знаменитого боливийского Тиуанако. В последние десятилетия эту идею в том или ином виде поддержали Я. Шеминьский, К. Понсе Сангинес и Б. В. Биадос Яковассо. С другой стороны, Юха Хилтунен связывает «династию Амаута» с археологической культурой среднего горизонта уари (её центр располагался вблизи современного Аякучо), господствовавшей в VII—IX веках в центральных Андах от Кахамарки на северо-западе до Куско на юго-востоке, а царей Тампутоко — с культурой Чакепукио, существовавшей в долине Куско с середины IX века приблизительно до 1400 года. Следует, однако, отметить, что при наличии в этих гипотезах многих привлекательных черт, они остаются достаточно спорными. Не исключено, что в некоторых использованных Монтесиносом списках или их частях перечислены просто предки знатных андских кланов вплоть до колониального времени, которые на самом деле вовсе не обязательно где-то царствовали.
Монтесинос в своих «Древних и новых воспоминаниях…» (1642—1644) оставил ряд сообщений о хронологии и календарно-астрономическом характере использования инками кипу: «На третий год правления этого царя и на шестой год после наступления третьего Солнца, что согласно счёту наших историков соответствует второй эпохе мира [segunda hedad del mundo], в этом царстве жили, совершенно забыв добрые обычаи и предавшись всем видам пороков. По этой причине, говорят древние амаута, а они выучили это от старших и сохранили в памяти благодаря своим кипо [quipo] для вечной памяти, что Солнце утомилось совершать свой путь и скрыло от живущих, в наказание им, свой свет, и не рассветало более двадцати часов».
Монтесинос также сообщил о том, что до кипу существовала пиктографическая письменность, но она была запрещена:

Тогда царь скрыл свои чувства, и совершил великие жертвоприношения и спрашивал Ильятиси Виракочу. Ответ был, что причиной заразной болезни были буквы, и чтобы никто их не использовал и вновь к ним не возвращался, ибо от их использования они должны будут претерпеть наибольший ущерб. Из-за этого Топа Каури установил законом, чтобы под страхом смерти никто не имел бы дела с килькой [quilca], которая была пергаментами и листьями определённых деревьев, на которых они писали, и чтобы никоим образом не пользовались письмом. Этот оракул, его они соблюдали с такой тщательностью, что после этой утраты перуанцы никогда не пользовались буквами, так что когда некоторое время спустя один мудрый амаута изобрёл некие /64/ знаки, его сожгли живьём, и так с тех пор использовали нить и кипо с различиями, как мы увидим.

Он также устроил в Пакаритамбо [Pacaritambo] подобие университета, где знатные заботились об упражнениях в военном деле и о мальчиках. Их обучали способу считать при помощи кипо, добавляя разные цвета, которые служили буквами, из-за чего было облагорожено их маленькое государство.— Фернандо де Монтесинос. «Древние исторические и политические памятные сведения о Перу», Глава 15, стр. 64
Недоверие к Монтесиносу в значительной мере питается стилем его сочинения. Неизвестно по каким причинам он старался писать занимательно. Поэтому Монтесинос практически никогда не ограничивается простым пересказом своих информаторов, а излагает материал в соответствии с приёмами (точнее, штампами) европейской барочной риторики XVII века. Притом, в противоположность индейцам, мыслит Монтесинос совершенно рационально, и на каждом шагу старается объяснять местные мифы и легенды с точки зрения европейского здравого смысла (что зачастую имеет следствием комический эффект), а в случаях, когда это не удаётся, «припечатывает» древние сказания презрительным словом «finxieron» (измыслили). Например, оригинальная индейская версия, обосновывая права инков на власть, сообщала об основателе исторической инкской династии Инке Рока, «будто он был сыном Солнца, и что его отец перенёс его в место собственного обитания, где он находился среди его лучей четыре дня, получив тысячу знаков внимания, и как он вернулся, чтобы царствовать и править миром». Однако, такой рассказ, утверждающий божественное происхождение династии Анан Куско, не был приемлем для Монтесиноса ни как для христианского священнослужителя, ни как для человека с рационалистическим складом ума. И он, с целью развенчания идолопоклонства и разоблачения языческих суеверий, постарался пролить свет на истинную, с его точки зрения, подоплёку происшедшего. Да так увлекся, что, по мнению исследователя Виктора Талаха, в главах 16—17 создал по-настоящему забавный рассказ, напоминающий сюжет фильма «Праздник святого Иоргена».
Другое обстоятельство, порождающее недоверие к Монтесиносу, также вытекает из его стремления к занимательности. Желая увлечь читателя, он выбирает факты и версии, которые не совпадают с общепринятыми среди современных ему историков Перу. Особенное удовольствие доставляет Монтесиносу полемика с идеализаторским направлением в описании инкской государственности. Хотя во второй книге он ни разу не ссылается на Инку Гарсиласо де ла Вега, само его изложение истории доиспанского Перу, наполненной мятежами, заговорами, тайными соглядатаями, грязными пороками, изуверскими карами, массовыми человеческими жертвоприношениями, камня на камне не оставляет от образа наилучшего, справедливого, доброго государства, представленного на страницах «Подлинных комментариев» де ла Веги.

## «Летописи Перу»
«Летописи Перу» известны по одной, первой книге, и охватывают период с 1492 по 1642 год, когда Монтесинос вернулся в Испанию. В них уделяется много внимания экономическим вопросам, особенно ежегодным производством минералов.

## Комментарии
1. ↑  В названиях книг сохранена орфография библиотечных оригиналов.
2. ↑  Заглавие «Memorías antiguas i nuebas del Pirú» — на странице 106 (37), подзаголовок «Libro 1° de los annales del Pirú» — на странице 108 (39).
3. ↑  Одна копия  была куплена в 1848 году у американского книготорговца из Лондона и хранится в Нью-Йоркской публичной библиотеке[1]. Другая копия хранилась в Королевской исторической академии. Эта копия послужила источником для частичной копии «Древних и новых воспоминаний…», сделанной для Брассера де Бурбура (ок. 1860 года), и для печатной публикации «Древних и новых воспоминаний…» 1869—1870 годов[3]. Впоследствии, копия Королевской исторической академии исчезла. Копия Бурбура c 1888 года хранится в библиотеке Стерлинга[1]. Учитывая, что копии Нью-Йоркской библиотеки и библиотеки Стерлинга делались с разных источников, их похожесть предполагает высокую степень точности копирования с оригинальной «Рукописи Мерсед»[1].
4. ↑  Копия «Летописей Перу», хранящаяся в Нью-Йоркской публичной библиотеке, описывает период 1498—1547 годов[1], тогда как «Первая книга летописей Перу» (исп. Libro 1° de los anales del Pirú) в редакции 1642 года из Национальной библиотеки Испании[4] содержит описание периода 1498—1642 годов. Разделение «Летописей Перу» в «Рукописи Мерсед» на книги 1 и 2 следует из предисловия к изданию «Древних исторических воспоминаний…» 1882 года, где отмечено, что эта рукопись состояла из трёх томов, где I том содержал книги 1 и 2 «Древних и новых воспоминаний…», а II и III тома содержали книги 1 и 2 «Летописей Перу»[5]. Это согласуется с письмом от 29 октября 1786 года, где Жозеф де Гальвес пишет, что посылает копию книг 1 и 2 «Древних и новых воспоминаний…» и книгу 1 «Летописей Перу», а книгу 2 пришлёт, когда она будет скопирована[6]. В современном «Руководстве по документальным источникам…» отмечается, что c «Рукописи Мерсед» была скопирована только «Первая книга летописей Перу» (исп. Libro Primero de los anales del Perú)[7]. Это подтверждает справочник Фустера, добавляющий, что копия «Летописей Перу» в Королевской академии неполная[8].

## Публикации
- Fernando de Montesinos. Memorias antiguas historiales del Perú : Libro Primero, y Segundo / Vicente Fidel López // Revista de Buenos Aires : Historia americana, literatura, derecho y variedades; períodico dedicado á la República Argentina, la Oriental del Uruguay y la del Paraguay :  [исп.]. — 1869 ; 1870. — Т. XX (pp. 338—361, 519—540) ; XXI (pp. 18—51,181—217, 337—352, 550—563) ; XXII (pp. 44—81, 209—237, 399—405).
- «Летописи Перу» были изданы в Мадриде в двух томах в 1906 Доктором Виктором Мануэлем Мауртуа-и-Урибе

Книга первая.
Книга вторая.
- Memorias antiguas historiales del Peru, by Fernando Montesinos :  [англ.] / Philip Ainsworth Means with Sir Clements R. Markham. — Routledge, 2016. — ISBN 978-1-4094-1415-5.
- в 1882 г. в Мадриде (Montesinos, Fernando. Memorias antiguas historiales y políticas del Perú, seguidas de las informaciones acerca del señorío de los Incas hechas por mandado de D.F. de Toledo, Madrid: M. Ginesta 1882),
- в 1920 г. в Лондоне (Montesinos, Fernando de. Memorias Antiguas Historiales y Politicas del Peru. Transl. and ed. by Philip A. Means (1644), London: Hakluyt Society, second series, No. XLVIII, 1920),
- в 1957 г. в Куско (Montesinos, Fernando de. Memorias Antiguas, Historiales y Politicas del Perú [1642]. Cuzco: Universidad de S.A.A, 1957)
- в 2007 г. в Йеле (Sabine Hyland. The Quito Manuscript. An Inca History Preserved by Fernando de Montesinos. Yale University. ISBN 978-0-913516-24-9)
- в 2009 г. в американском издательстве Paperback Publisher (Memorias Antiguas Historiales Y Politicas Del Perú by Montesinos, Fernando, Paperback Publisher, 2009)